# Amine Ghazoini
Amine Ghazoini (Rome, 9 januari 2001) is een Marokkaans-Italiaans voetballer die in het seizoen 2021/22 door Ascoli Calcio wordt uitgeleend aan Excelsior Virton.

## Clubcarrière
Ghazoini maakte in 2020 de overstap van de jeugdopleiding van Frosinone Calcio, die hem in het seizoen 2019/20 had uitgeleend aan Torino FC, naar Ascoli Calcio 1898 FC. Daar maakte hij op 30 september 2020 zijn officiële debuut in het eerste elftal: in de bekerwedstrijd tegen Perugia Calcio kreeg hij een basisplaats van trainer Valerio Bertotto. Ascoli verloor de wedstrijd met 1-4, maar Ghazoini zorgde in de 89e minuut met een knappe hakbal voor de eerredder.
In augustus 2021 leende Ascoli hem voor één seizoen uit aan de Belgische tweedeklasser Excelsior Virton. Daar maakte hij op 11 september 2021 zijn profdebuut: in de competitiewedstrijd tegen Lommel SK (2-1-winst) mocht hij diep in de blessuretijd invallen voor Jamal Aabbou. Op de achtste competitiespeeldag kreeg hij tegen Lierse Kempenzonen zijn eerste basisplaats van trainer Christophe Grégoire.

## Clubstatistieken
| Seizoen         | Club               | Land            | Competitie      | Competitie | Competitie | Beker | Beker | Supercup | Supercup | Europees | Europees | Totaal | Totaal |
| Seizoen         | Club               | Land            | Competitie      | Wed.       | Dlp.       | Wed.  | Dlp.  | Wed.     | Dlp.     | Wed.     | Dlp.     | Wed.   | Dlp.   |
| --------------- | ------------------ | --------------- | --------------- | ---------- | ---------- | ----- | ----- | -------- | -------- | -------- | -------- | ------ | ------ |
| 2020/21         | Ascoli Calcio      | Vlag van Italië | Serie B         | 0          | 0          | 1     | 0     | —        | —        | —        | —        | 1      | 0      |
| 2021/22         | Ascoli Calcio      | Vlag van Italië | Serie B         | 0          | 0          | 0     | 0     | —        | —        | —        | —        | 0      | 0      |
| 2021/22         | → Excelsior Virton | Vlag van België | Eerste klasse B | 8          | 0          | 0     | 0     | —        | —        | —        | —        | 8      | 0      |
| Carrière totaal | Carrière totaal    | Carrière totaal | Carrière totaal | 8          | 0          | 1     | 0     | 0        | 0        | 0        | 0        | 9      | 0      |

Bijgewerkt op 20 december 2021.

## Interlandcarrière
Ghazoini werd in oktober 2015 opgeroepen voor de Italiaanse U15. Later koos hij voor de Marokkaanse jeugdelftallen.
2 Vinck ·
3 Rizzo ·
4 Doué ·
5 Hamzaoui ·
7 Bukusu ·
8 Sadin  ·
9 Sula ·
10 Pinga ·
11 Ahlinvi ·
14 Guillaume ·
17 Allach ·
18 Mouaddib ·
20 Napoletano ·
21 Aabbou ·
23 Martin ·
24 Hery ·
26 Awassi ·
28 Droehnle ·
Masangu ·
Coach: Grégoire